# Кроу, Марк
Марк Кроу — американский разработчик игр, художник, сценарист. Работал над несколькими приключенческими играми, в основном под крылом Sierra On-Line и Dynamix. Позже работал в Pipeworks Software как директор студии дизайна. Известен как создатель сериала Space Quest.

## Биография
Кроу начал работать в Sierra, как дизайнер руководств и коробок для игр. Он работал над несколькими играми, такими как "Winnie the Pooh in the Hundred Acre Wood" и "King's Quest II", до того, как встретился со Скоттом Мэрфи во время работы над игрой The Black Cauldron. Кроу был дизайнером игры, а Мэрфи стал программистом.
Во время разработки игры The Black Cauldron Мэрфи и Кроу подружились и придумали концепцию будущей игры. Кен Вильямс, основатель компании Sierra, одобрил проект, и на счет появилась первая игра Space Quest. Марк Кроу также работал над такими играми, как King's Quest, Leisure Suit Larry и Police Quest. После создания Space Quest IV Кроу уехал работать в город Юджин, штат Орегон, где располагался другой офис Sierra, Dynamix, где и был в дальнейшем разработан Space Quest V, но уже без участия Скотта Мэрфи. Также Кроу работал там над игровым сериалом Earthsiege.
В 1999 году последовали увольнения в офисах Sierra и Dynamix, и Марк Кроу присоединился к своим бывшим коллегам из Dynamix в Pipeworks Software, где он стал директором студии по дизайну. В Pipeworks Кроу работал над такими играми, как Godzilla: Destroy All Monsters Melee и Night at the Museum: Battle of the Smithsonian.
В 2012 году Марк Кроу ушел из Pipeworks, чтобы присоединиться к Скотту Мэрфи и Крису Поупу для создания новой собственной компании "Guys from Andromeda". Они запустили успешную кампанию на Kickstarter, посвященной их новой игре SpaceVenture.
В 2015 году Скотт Мэрфи на время ушел из проекта по личным причинам, и Марк Кроу с Крис Поупом решили заняться другой частью проекта. Они занялись разработкой сюжета про ключевого персонажа по имени Cluck Yegger. Чтобы получить больше финансовой поддержки, Кроу и Поуп решили создать мини-игру Cluck Yegger in Escape From The Planet of The Poultroid. Она была опубликована для покупателей "SpaceVenture" 29 октября 2015 года, а затем игра получила зеленый свет на Steam и была выпущена на публику в ноябре 2015 года.

## Внешние ссылки
- guysfromandromeda.com (англ.) — официальный сайт Марк Кроу
- Mark Crowe - профиль на MobyGames